# 特賴斯-霍爾洛夫湖

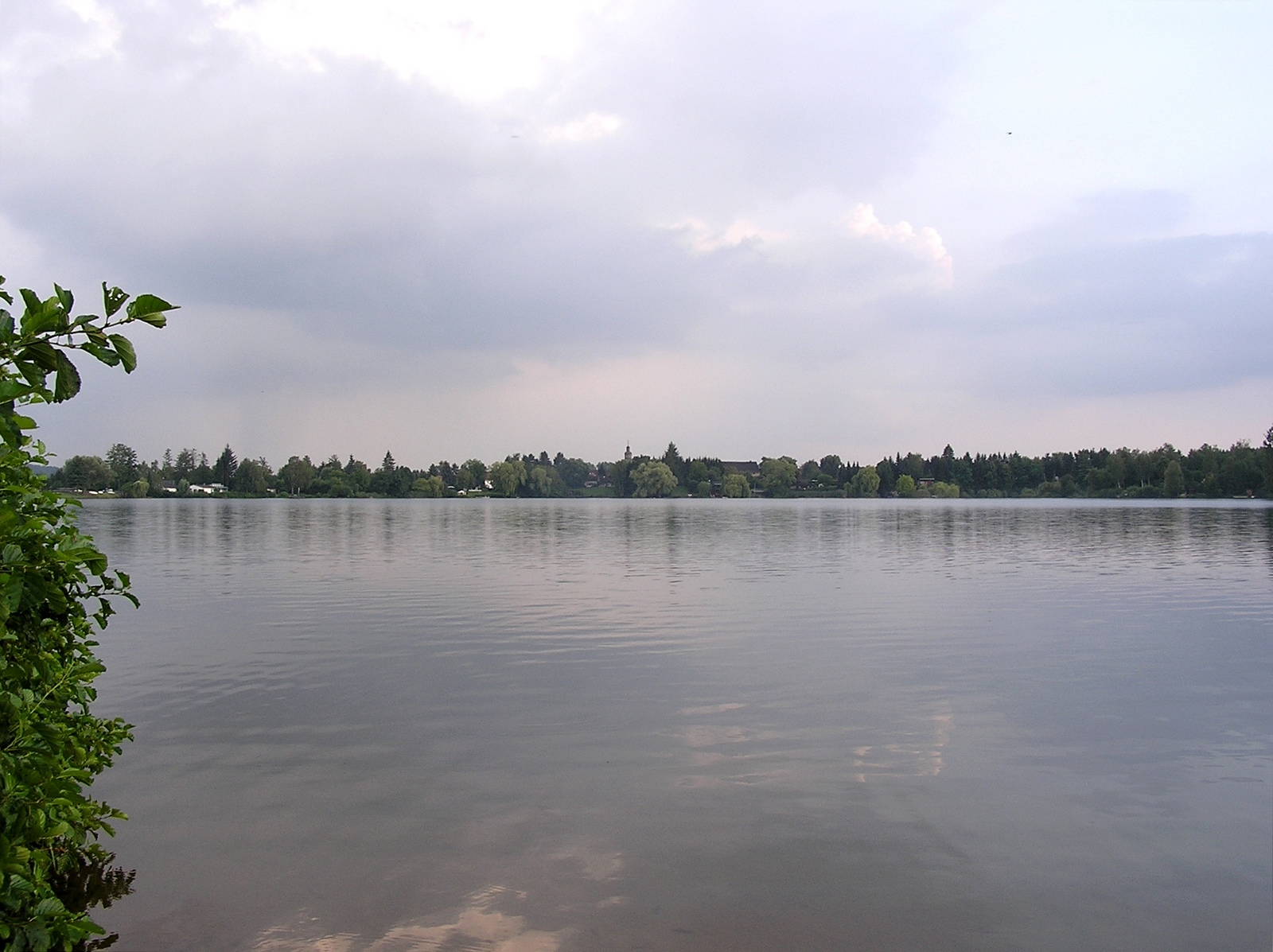

50°27′09″N 8°54′17″E / 50.452531°N 8.904676°E
特賴斯-霍爾洛夫湖（德語：Trais-Horloffer See），是德國的湖泊，位於該國中部，由黑森州負責管轄，處於洪根，面積0.35平方公里，海拔高度128米，平均水深10.4米，最大水深27.2米。